# Stanion
Stanion är en by och en civil parish i kommunen North Northamptonshire i England. Orten har 1 252 invånare (2011). Byn nämndes i Domedagsboken (Domesday Book) år 1086, och kallades då Stanere.